# Casaletto Ceredano
Casaletto Ceredano – miejscowość i gmina we Włoszech, w regionie Lombardia, w prowincji Cremona.
Według danych na rok 2004 gminę zamieszkiwało 1097 osób, 182,8 os./km².